# Merionoeda wayani
Merionoeda wayani es una especie de insecto coleóptero de la familia Cerambycidae. Estos longicornios son endémicos de la isla de Lombok (Indonesia).
Mide entre 8,7 y 8,8 mm, estando activos los adultos en noviembre.